# كيفن كانتي
كيفن كانتي (بالإنجليزية: Kevin Canty)‏ هو لاعب قذف أيرلندي، ولد في 1986 في Innishannon ‏ في جمهورية أيرلندا.